# Blood & Treasure
Blood & Treasure è una serie televisiva statunitense ideata da Matthew Federman e Stephen Scaia e prodotta e trasmessa dal 21 maggio 2019 dalla rete televisiva CBS. A giugno 2019 è stata rinnovata per una seconda e ultima stagione che è stata trasmessa nel 2022.
In Italia la prima stagione è andata in onda su Rai 2 dal 10 luglio al 14 agosto 2019, mentre la seconda stagione è stata trasmessa su Rai 4 dal 5 giugno al 10 luglio 2023.

## Trama
La serie ruota attorno alle avventure di un geniale esperto di antichità e un'astuta ladra d'arte che si alleano per catturare uno spietato terrorista, che finanzia i suoi attacchi grazie a un tesoro rubato. Mentre attraversano il globo a caccia del loro bersaglio, si trovano inaspettatamente nel centro di una battaglia di 2.000 anni fa per la culla della civiltà".

## Episodi
| Stagione         | Episodi | Prima TV USA | Prima TV Italia |
| ---------------- | ------- | ------------ | --------------- |
| Prima stagione   | 13      | 2019         | 2019            |
| Seconda stagione | 13      | 2022         | 2023            |

## Personaggi e interpreti

### Principali
- Danny McNamara, interpretato da Matt Barr, doppiato in italiano da Edoardo Stoppacciaro: è un ex agente dell'FBI e avvocato specializzato nel rimpatrio di opere d'arte rubate.
- Lexi Vaziri, interpretata da Sofia Pernas, doppiata in italiano da Benedetta Degli Innocenti: è una ladra e truffatrice che collabora con Danny.
- Simon Hardwick, interpretato da James Callis, doppiato in italiano da Andrea Lavagnino: è un contrabbandiere internazionale che ha collaborato con Danny in passato.
- Gwen Karlsson, interpretata da Katia Winter, doppiata in italiano da Eleonora Reti: è un agente dell'Interpol che collabora insieme a Danny sul Caso Farouk.
- Aiden Shaw/Dwayne Coleman, interpretati da Michael James Shaw, doppiati in italiano da Gabriele Sabatini: è un trafficante di armi che ha legami con Farouk e che aiuta con riluttanza Danny e Lexi.
- Karim Farouk, interpretato da Oded Fehr, doppiato in italiano da Alberto Bognanni: è un terrorista egiziano che, dato per morto, è sopravvissuto all'attacco di un drone e cerca in tutti i modi di rubare manufatti antichi.
- Dottoressa Ana Castillo, interpretata da Alicia Coppola, doppiata in italiano da Barbara De Bortoli: è il mentore di Danny, considerata la più grande esperta di Cleopatra.
- Monsignor Chuck Donnelly, interpretato da Mark Gagliardi, doppiato in italiano da Davide Lepore: è un vecchio amico di Danny che lavora al Ministero degli esteri del Vaticano.
- Violet (stagione 2), interpretato da Michelle Lee, l'ex complice e amica di Lexi, che ha lasciato dopo una rapina andata male. Alla fine si scopre che è il Grande Khan, il capo di una organizzazione criminale che cerca di conquistare il mondo, usando un antico artefatto noto come Spirito di Gengis Khan.

### Ricorrenti
- Jacob "Jay" Reece, interpretato da John Larroquette, doppiato da Gianni Giuliano: è un miliardario e figura paterna per Danny che supervisiona le sue missioni per trovare Castillo e fermare il piano malvagio di Farouk.
- Capitano Bruno Fabi, interpretato da Antonio Cupo, doppiato da Gianfranco Miranda: è un ufficiale dell'Arma dei Carabinieri e membro di una setta segreta che protegge la tomba di Cleopatra e Marco Antonio.
- Omar, interpretato da Tony Nash, doppiato da Raffaele Carpentieri: è il braccio destro di Farouk.
- Roarke, interpretata da Anna Silk

## Produzione

### Sviluppo
Il 30 novembre 2017 fu annunciato che la CBS aveva incominciato la produzione di una nuova serie composta da una stagione di 13 episodi, ideata da Matthew Federman e Stephen Scaia, prodotta da Taylor Elmore, Ben Silverman, Marc Webb e Mark Vlasic e diretta da Webb.

### Casting
Il 12 marzo 2018 Katia Winter, Michael James Shaw e James Callis entrarono nel cast, seguiti il 18 maggio da Sofia Pernas, il 15 giugno da Matt Barr, il 25 luglio da Alicia Coppola e il 28 agosto da Anna Silk.

### Riprese
Le riprese della prima stagione si sono svolte nell'estate e autunno 2018, principalmente a Montreal, Roma, Città del Vaticano, Torino, Venezia, Gressoney-Saint-Jean, Marrakech, Tangeri.
A ottobre 2019 sono iniziate le riprese per la seconda stagione.

## Accoglienza
Rotten Tomatoes dà alla serie un punteggio del 38% con un voto di 4.5/10, basato su 8 recensioni. Metacritic, invece, dà un voto 52/100 basato su 7 recensioni.